# Yvonne Mabille
Pour les articles homonymes, voir Mabille.
Yvonne Mabille (née le 4 août 1913) est une athlète française spécialiste du sprint et des courses de haies, licenciée au Fémina Sport.

## Biographie
Yvonne Mabille participe aux Jeux olympiques d'été de 1936 à Berlin et s'incline dès les séries du 100 mètres et du 80 mètres haies.
Elle est sacrée championne de France du 200 mètres en 1933, et du 80 mètres haies en 1935 et 1936.